# Liste des choix de repêchages des North Stars du Minnesota
Cette liste contient tous les joueurs de hockey sur glace ayant été repêchés par les North Stars du Minnesota, ancienne franchise de la Ligue nationale de hockey. Les joueurs listés ci-dessus n'ont pas obligatoirement joué un match sous le maillot de l'équipe.
Elle regroupe les joueurs depuis le Repêchage de 1967 organisé par la LNH en 1966-1967, jusqu’au Repêchage de 1992 organisé par la LNH en 1991-1992. La saison suivante, l’équipe déménage et prend le nom des Stars de Dallas,. Les joueurs sont classés par année de repêchage. Les deux premières colonnes donnent le rang et le tour duquel le joueur a été repêché suivis de son nom, de sa nationalité et de sa position de jeu.

## Les repêchages amateurs

### 1967
| No | Tour | Nom            | Nationalité | Position     |
| -- | ---- | -------------- | ----------- | ------------ |
| 4  | 1er  | Wayne Cheesman | Canada      | Défenseur    |
| 13 | 2e   | Larry Mick     | Canada      | Ailier droit |

### 1968
| No | Tour | Nom           | Nationalité | Position       |
| -- | ---- | ------------- | ----------- | -------------- |
| 5  | 1er  | Jim Benzelock | Canada      | Ailier droit   |
| 15 | 2e   | Marc Rioux    | Canada      | Centre         |
| 22 | 3e   | Glen Lindsay  | Canada      | Gardien de but |

### 1969
| No | Tour | Nom            | Nationalité | Position       |
| -- | ---- | -------------- | ----------- | -------------- |
| 5  | 1er  | Dick Redmond   | Canada      | Défenseur      |
| 14 | 2e   | Dennis O'Brien | Canada      | Défenseur      |
| 25 | 3e   | Gilles Gilbert | Canada      | Gardien de but |
| 37 | 4e   | Fred O'Donnell | Canada      | Ailier droit   |
| 49 | 5e   | Pierre Jutras  | Canada      | Ailier gauche  |
| 61 | 6e   | Robert Walton  | Canada      | Centre         |
| 72 | 7e   | Rick Thompson  | Canada      | Défenseur      |
| 78 | 8e   | Cal Russell    | Canada      | Ailier droit   |

### 1970
| No  | Tour | Nom              | Nationalité | Position      |
| --- | ---- | ---------------- | ----------- | ------------- |
| 17  | 2e   | Buster Harvey    | Canada      | Ailier droit  |
| 20  | 2e   | Fred Barrett     | Canada      | Défenseur     |
| 34  | 3e   | Dennis Patterson | Canada      | Défenseur     |
| 48  | 4e   | Dave Cressman    | Canada      | Ailier gauche |
| 62  | 5e   | Henry Lehvonen   | Canada      | Défenseur     |
| 76  | 6e   | Murray McNeil    | Canada      | Attaquant     |
| 89  | 7e   | Gary Geldart     | Canada      | Défenseur     |
| 102 | 8e   | Mickey Donaldson | Canada      | Ailier gauche |

### 1971
| No  | Tour | Nom             | Nationalité | Position       |
| --- | ---- | --------------- | ----------- | -------------- |
| 21  | 2e   | Rod Norrish     | Canada      | Ailier gauche  |
| 35  | 3e   | Ronald Wilson   | Canada      | Défenseur      |
| 49  | 4e   | Mike Legge      | Canada      | Défenseur      |
| 63  | 5e   | Brian McBratney | Canada      | Défenseur      |
| 77  | 6e   | Alan Globensky  | Canada      | Défenseur      |
| 91  | 7e   | Bruce Abbey     | Canada      | Défenseur      |
| 105 | 8e   | Russ Friesen    | Canada      | Centre         |
| 113 | 12e  | Mike Antonovich | États-Unis  | Centre         |
| 117 | 15e  | Rich Coutu      | Canada      | Gardien de but |

### 1972
| No  | Tour | Nom            | Nationalité | Position      |
| --- | ---- | -------------- | ----------- | ------------- |
| 12  | 1er  | Jerry Byers    | Canada      | Ailier gauche |
| 44  | 3e   | Terry Ryan     | Canada      | Centre        |
| 60  | 4e   | Tom Thomson    | Canada      | Défenseur     |
| 76  | 5e   | Chris Ahrens   | États-Unis  | Défenseur     |
| 92  | 6e   | Steven West    | Canada      | Centre        |
| 108 | 7e   | Chris Meloff   | Canada      | Défenseur     |
| 116 | 8e   | Scott MacPhail | Canada      | Ailier droit  |
| 124 | 8e   | Bob Lundeen    | États-Unis  | Ailier droit  |
| 140 | 9e   | Glen Mikkelson | Canada      | Ailier droit  |
| 145 | 10e  | Steve Lyon     | Canada      | Défenseur     |
| 147 | 10e  | Juri Kudrasovs | Canada      | Centre        |
| 148 | 10e  | Marcel Comeau  | Canada      | Centre        |

### 1973
| No  | Tour | Nom              | Nationalité | Position       |
| --- | ---- | ---------------- | ----------- | -------------- |
| 18  | 2e   | Blake Dunlop     | Canada      | Centre         |
| 25  | 2e   | John Rogers      | Canada      | Ailier droit   |
| 41  | 3e   | Rick Chinnick    | Canada      | Ailier droit   |
| 57  | 4e   | Tom Colley       | Canada      | Centre         |
| 73  | 5e   | Lowell Ostlund   | Canada      | Défenseur      |
| 89  | 6e   | David Lee        | Angleterre  | Ailier gauche  |
| 105 | 7e   | Lou Nistico      | Canada      | Centre         |
| 121 | 8e   | George Beveridge | Canada      | Défenseur      |
| 136 | 9e   | Jim Johnston     | Canada      | Centre         |
| 152 | 10e  | Sam Clegg        | Canada      | Gardien de but |
| 161 | 11e  | Russ Wiechnik    | Canada      | Centre         |
| 163 | 11e  | Max Hansen       | États-Unis  | Ailier gauche  |

### 1974
| No  | Tour | Nom              | Nationalité | Position       |
| --- | ---- | ---------------- | ----------- | -------------- |
| 6   | 1er  | Doug Hicks       | Canada      | Défenseur      |
| 24  | 2e   | Rich Nantais     | Canada      | Ailier gauche  |
| 42  | 3e   | Pete Lopresti    | États-Unis  | Gardien de but |
| 60  | 4e   | Kim MacDougall   | Canada      | Défenseur      |
| 78  | 5e   | Ron Ashton       | Canada      | Ailier gauche  |
| 96  | 6e   | John Sheridan    | États-Unis  | Centre         |
| 114 | 7e   | Dave Heitz       | États-Unis  | Gardien de but |
| 131 | 8e   | Roland Eriksson  | Suède       | Centre         |
| 148 | 9e   | Dave Staffen     | Canada      | Attaquant      |
| 164 | 10e  | Brian Andersen   | Canada      | Défenseur      |
| 179 | 11e  | Duane Bray       | Canada      | Défenseur      |
| 193 | 12e  | Don Hay          | Canada      | Ailier droit   |
| 205 | 13e  | Brian Holderness | Canada      | Gardien de but |
| 215 | 14e  | Frank Taylor     | Canada      | Défenseur      |
| 222 | 15e  | Jeff Hymanson    | États-Unis  | Défenseur      |

### 1975
| No  | Tour | Nom             | Nationalité | Position       |
| --- | ---- | --------------- | ----------- | -------------- |
| 4   | 1er  | Bryan Maxwell   | Canada      | Défenseur      |
| 40  | 3e   | Paul Harrison   | Canada      | Gardien de but |
| 41  | 3e   | Alex Pirus      | Canada      | Ailier droit   |
| 58  | 4e   | Steve Jensen    | États-Unis  | Ailier gauche  |
| 76  | 5e   | David Norris    | Canada      | Ailier gauche  |
| 94  | 6e   | Greg Clause     | Canada      | Ailier droit   |
| 112 | 7e   | Francois Robert | Canada      | Défenseur      |
| 130 | 8e   | Dean Magee      | Canada      | Centre         |
| 147 | 9e   | Terry Angel     | Canada      | Ailier droit   |
| 163 | 10e  | Michel Blais    | Canada      | Défenseur      |
| 177 | 11e  | Earl Sargent    | États-Unis  | Ailier droit   |
| 190 | 12e  | Gilles Cloutier | Canada      | Gardien de but |

### 1976
| No  | Tour | Nom           | Nationalité | Position     |
| --- | ---- | ------------- | ----------- | ------------ |
| 3   | 1er  | Glen Sharpley | Canada      | Centre       |
| 31  | 2e   | Jim Roberts   | Canada      | Ailier droit |
| 39  | 3e   | Don Jackson   | États-Unis  | Défenseur    |
| 51  | 3e   | Ron Zanussi   | Canada      | Ailier droit |
| 57  | 4e   | Mike Fedorko  | Canada      | Défenseur    |
| 75  | 5e   | Phil Verchota | États-Unis  | Centre       |
| 93  | 6e   | Dave Delich   | États-Unis  | Centre       |
| 110 | 7e   | Jeff Barr     | États-Unis  | Défenseur    |

### 1977
| No  | Tour | Nom                 | Nationalité | Position       |
| --- | ---- | ------------------- | ----------- | -------------- |
| 7   | 1er  | Brad Maxwell        | Canada      | Défenseur      |
| 25  | 2e   | Dave Semenko        | Canada      | Ailier gauche  |
| 61  | 4e   | Kevin McCloskey     | États-Unis  | Défenseur      |
| 79  | 5e   | Bob Parent          | Angleterre  | Défenseur      |
| 97  | 6e   | Jamie Gallimore     | Canada      | Ailier droit   |
| 115 | 7e   | Jean-Pierre Sanvido | Canada      | Gardien de but |
| 130 | 8e   | Gregory Tebbutt     | Canada      | Défenseur      |
| 145 | 9e   | Keith Hanson        | États-Unis  | Défenseur      |

### 1978
| No  | Tour | Nom             | Nationalité | Position      |
| --- | ---- | --------------- | ----------- | ------------- |
| 1er | 1er  | Robert Smith    | Canada      | Centre        |
| 19  | 2e   | Steve Payne     | Canada      | Ailier gauche |
| 24  | 2e   | Steve Christoff | États-Unis  | Centre        |
| 54  | 4e   | Curt Giles      | Canada      | Défenseur     |
| 70  | 5e   | Roy Kerling     | Canada      | Ailier gauche |
| 87  | 6e   | Bob Bergloff    | États-Unis  | Défenseur     |
| 104 | 7e   | Kim Spencer     | Canada      | Défenseur     |
| 121 | 8e   | Mike Cotter     | Canada      | Défenseur     |
| 138 | 9e   | Brent Gogol     | Canada      | Ailier droit  |
| 155 | 10e  | Michael Seide   | États-Unis  | Ailier gauche |

## Les repêchages d'entrée
| Sommaire |
| Repêchages amateurs : 1970 \| 1971 \| 1972 \| 1973 \| 1974 \|1975 \| 1976 \| 1977 \| 1978 |
| Repêchages d'entrée : 1979 \| 1980 \| 1981 \| 1982 \| 1983 \| 1984 \| 1985 \| 1986 \| 1987 \| 1988 1989 \| 1990 \| 1991 \| 1992 \| 1993 \| 1994 \| 1995 \| 1996 \| 1997 \| 1998 1999 \| 2000 \| 2001 \| 2002 \| 2003 \| 2004 \| 2005 \| 2006 \| 2007 \| 2008 2009 \| 2010 \| 2011 \| 2012 \| 2013 \| 2014 \| 2015 \| 2016 \| 2017 \| 2018 2019 \| 2020 \| 2021 |
| Références |

### 1979
| No  | Tour | Nom             | Nationalité | Position      |
| --- | ---- | --------------- | ----------- | ------------- |
| 6   | 1er  | Craig Hartsburg | Canada      | Défenseur     |
| 10  | 1er  | Tom McCarthy    | Canada      | Ailier gauche |
| 42  | 3e   | Neal Broten     | États-Unis  | Centre        |
| 63  | 3e   | Kevin Maxwell   | Canada      | Centre        |
| 90  | 5e   | Jim Dobson      | Canada      | Ailier droit  |
| 111 | 6e   | Brian Gualazzi  | Canada      | Ailier droit  |

### 1980
| No  | Tour | Nom             | Nationalité | Position       |
| --- | ---- | --------------- | ----------- | -------------- |
| 16  | 1er  | Brad Palmer     | Canada      | Ailier gauche  |
| 37  | 2e   | Donald Beaupre  | Canada      | Gardien de but |
| 53  | 3e   | Randy Velischek | Canada      | Défenseur      |
| 79  | 4e   | Mark Huglen     | États-Unis  | Défenseur      |
| 100 | 5e   | David Jensen    | États-Unis  | Défenseur      |
| 121 | 6e   | Dan Zavarise    | Canada      | Défenseur      |
| 142 | 7e   | William Stewart | Canada      | Ailier droit   |
| 163 | 8e   | Jeff Walters    | Canada      | Ailier droit   |
| 184 | 9e   | Bob Lakso       | États-Unis  | Ailier gauche  |
| 205 | 10e  | Dave Richter    | Canada      | Défenseur      |

### 1981
| No  | Tour | Nom            | Nationalité | Position       |
| --- | ---- | -------------- | ----------- | -------------- |
| 13  | 1er  | Ron Meighan    | Canada      | Défenseur      |
| 27  | 2e   | Dave Donnelly  | Canada      | Centre         |
| 31  | 2e   | Michael Sands  | Canada      | Gardien de but |
| 33  | 2e   | Tom Hirsch     | États-Unis  | Défenseur      |
| 34  | 2e   | David Preuss   | États-Unis  | Ailier droit   |
| 41  | 2e   | Jali Wahlsten  | Finlande    | Centre         |
| 69  | 4e   | Terry Tait     | Canada      | Ailier gauche  |
| 76  | 4e   | James Malwitz  | États-Unis  | Centre         |
| 97  | 5e   | Kelly Hubbard  | Canada      | Défenseur      |
| 118 | 6e   | Paul Guay      | États-Unis  | Ailier droit   |
| 139 | 7e   | Jim Archibald  | Canada      | Ailier droit   |
| 160 | 8e   | Kari Kanervo   | Finlande    | Centre         |
| 181 | 9e   | Scott Bjugstad | États-Unis  | Ailier gauche  |
| 202 | 10e  | Steven Kudebeh | États-Unis  | Gardien de but |

### 1982
| No  | Tour | Nom                | Nationalité      | Position      |
| --- | ---- | ------------------ | ---------------- | ------------- |
| 2   | 1er  | Brian Bellows      | Canada           | Ailier gauche |
| 59  | 3e   | Wally Chapman      | États-Unis       | Centre        |
| 80  | 4e   | Bob Rouse          | Canada           | Défenseur     |
| 81  | 4e   | Dusan Pasek        | Tchécoslovaquie  | Centre        |
| 101 | 5e   | Marty Wiitala      | États-Unis       | Centre        |
| 122 | 6e   | Todd Carlile       | États-Unis       | Défenseur     |
| 143 | 7e   | Viktor Jlouktov    | Union soviétique | Centre        |
| 164 | 8e   | Paul Miller        | États-Unis       | Défenseur     |
| 185 | 9e   | Patrick Micheletti | États-Unis       | Centre        |
| 206 | 10e  | Arnold Kadlec      | Tchécoslovaquie  | Défenseur     |
| 227 | 11e  | Scott Knutson      | États-Unis       | Centre        |

### 1983
| No  | Tour | Nom              | Nationalité     | Position      |
| --- | ---- | ---------------- | --------------- | ------------- |
| 1er | 1er  | Brian Lawton     | États-Unis      | Centre        |
| 36  | 2e   | Malcolm Parks    | Canada          | Centre        |
| 38  | 2e   | František Musil  | Tchécoslovaquie | Défenseur     |
| 56  | 3e   | Mitchell Messier | Canada          | Ailier droit  |
| 76  | 4e   | Brian Durand     | États-Unis      | Centre        |
| 96  | 5e   | Rich Geist       | États-Unis      | Centre        |
| 116 | 6e   | Tom McComb       | États-Unis      | Défenseur     |
| 136 | 7e   | Sean Toomey      | États-Unis      | Centre        |
| 156 | 8e   | Don Biggs        | Canada          | Centre        |
| 176 | 9e   | Paul Pulis       | États-Unis      | Ailier droit  |
| 196 | 10e  | Miloš Říha       | Tchécoslovaquie | Ailier gauche |
| 212 | 11e  | Oldrich Valek    | Tchécoslovaquie | Ailier droit  |
| 236 | 12e  | Paul Roff        | États-Unis      | Ailier droit  |

### 1984
| No  | Tour | Nom              | Nationalité      | Position       |
| --- | ---- | ---------------- | ---------------- | -------------- |
| 13  | 1er  | David Quinn      | États-Unis       | Défenseur      |
| 46  | 3e   | Ken jr. Hodge    | Canada           | Centre         |
| 76  | 4e   | Miroslav Maly    | Tchécoslovaquie  | Défenseur      |
| 89  | 5e   | Jiri Poner       | Tchécoslovaquie  | Ailier droit   |
| 97  | 5e   | Kari Takko       | Finlande         | Gardien de but |
| 118 | 6e   | Gary McColgan    | Canada           | Ailier gauche  |
| 139 | 7e   | Vladimir Kyhos   | Union soviétique | Ailier gauche  |
| 160 | 8e   | Darin MacInnis   | États-Unis       | Gardien de but |
| 181 | 9e   | Duane Wahlin     | États-Unis       | Ailier droit   |
| 201 | 10e  | Michael Orn      | États-Unis       | Centre         |
| 222 | 11e  | Tom Terwilliger  | États-Unis       | Défenseur      |
| 242 | 12e  | Mike Nightengale | États-Unis       | Défenseur      |

### 1985
| No  | Tour | Nom               | Nationalité     | Position      |
| --- | ---- | ----------------- | --------------- | ------------- |
| 51  | 3e   | Stéphane Roy      | Canada          | Centre        |
| 69  | 4e   | Mike Berger       | Canada          | Défenseur     |
| 90  | 5e   | Dwight Mullins    | Canada          | Centre        |
| 111 | 6e   | Michael Mullowney | États-Unis      | Défenseur     |
| 132 | 7e   | Michael Kelfer    | États-Unis      | Ailier droit  |
| 153 | 8e   | Ross Johnson      | États-Unis      | Centre        |
| 174 | 9e   | Tim Helmer        | Canada          | Ailier droit  |
| 195 | 10e  | Gordon Ernst      | États-Unis      | Centre        |
| 216 | 11e  | Ladislav Lubina   | Tchécoslovaquie | Ailier gauche |
| 237 | 12e  | Tommy Sjödin      | Suède           | Défenseur     |

### 1986
| No  | Tour | Nom             | Nationalité | Position      |
| --- | ---- | --------------- | ----------- | ------------- |
| 12  | 1er  | Warren Babe     | Canada      | Ailier gauche |
| 30  | 2e   | Neil Wilkinson  | Canada      | Défenseur     |
| 33  | 2e   | Dean Kolstad    | Canada      | Défenseur     |
| 54  | 3e   | Rick Bennett    | États-Unis  | Ailier gauche |
| 55  | 3e   | Rob Zettler     | Canada      | Défenseur     |
| 58  | 3e   | Brad Turner     | Canada      | Défenseur     |
| 75  | 4e   | Kirk Tomlinson  | Canada      | Centre        |
| 96  | 5e   | Jari Gronstrand | Finlande    | Défenseur     |
| 159 | 8e   | Scott Mathias   | États-Unis  | Centre        |
| 180 | 9e   | Lance Pitlick   | États-Unis  | Défenseur     |
| 201 | 10e  | Dan Keczmer     | États-Unis  | Défenseur     |
| 222 | 11e  | Garth Joy       | Canada      | Défenseur     |
| 243 | 12e  | Kurt Stahura    | États-Unis  | Ailier gauche |
| 11  | R.S  | Brian McKee     | Canada      | Défenseur     |

### 1987
| No  | Tour | Nom            | Nationalité | Position       |
| --- | ---- | -------------- | ----------- | -------------- |
| 6   | 1er  | Dave Archibald | Canada      | Centre         |
| 35  | 2e   | Scott McCrady  | Canada      | Défenseur      |
| 48  | 3e   | Kevin Kaminski | Canada      | Centre         |
| 73  | 4e   | John Weisbrod  | États-Unis  | Ailier droit   |
| 88  | 5e   | Teppo Kivela   | Finlande    | Centre         |
| 109 | 6e   | Darcy Norton   | Canada      | Ailier gauche  |
| 130 | 7e   | Timo Kulonen   | Finlande    | Défenseur      |
| 151 | 8e   | Donald Schmidt | Canada      | Défenseur      |
| 172 | 9e   | Jarmo Myllys   | Finlande    | Gardien de but |
| 193 | 10e  | Lawrence Olimb | États-Unis  | Centre         |
| 214 | 11e  | Mark Felicio   | États-Unis  | Gardien de but |
| 235 | 12e  | David Shields  | Canada      | Centre         |
| 8   | R.S  | Shawn Chambers | États-Unis  | Défenseur      |
| 9   | R.S  | Rick Boh       | Canada      | Centre         |

### 1988
| No  | Tour | Nom               | Nationalité | Position       |
| --- | ---- | ----------------- | ----------- | -------------- |
| 1er | 1er  | Michael Modano    | États-Unis  | Centre         |
| 40  | 2e   | Link Gaetz        | Canada      | Défenseur      |
| 43  | 3e   | Shaun Kane        | États-Unis  | Défenseur      |
| 64  | 4e   | Jeffrey Stolp     | États-Unis  | Gardien de but |
| 148 | 8e   | Kenneth Macarthur | Canada      | Défenseur      |
| 169 | 9e   | Travis Richards   | États-Unis  | Défenseur      |
| 190 | 10e  | Ari Matilainen    | Finlande    | Ailier gauche  |
| 211 | 11e  | Grant Bischoff    | États-Unis  | Ailier gauche  |
| 232 | 12e  | Trent Andison     | Canada      | Ailier gauche  |
| 1   | R.S  | Mike McHugh       | États-Unis  | Ailier gauche  |
| 6   | R.S  | Dave Schofield    | États-Unis  | Défenseur      |

### 1989
| No  | Tour | Nom                   | Nationalité      | Position       |
| --- | ---- | --------------------- | ---------------- | -------------- |
| 7   | 1er  | Doug Zmolek           | États-Unis       | Défenseur      |
| 28  | 2e   | Mike Craig            | Canada           | Ailier droit   |
| 60  | 3e   | Murray Garbutt        | Canada           | Ailier gauche  |
| 75  | 4e   | Jean-François Quintin | Canada           | Ailier gauche  |
| 87  | 5e   | Pat MacLeod           | Canada           | Défenseur      |
| 91  | 5e   | Bryan Schoen          | États-Unis       | Gardien de but |
| 97  | 5e   | Rhys Hollyman         | Canada           | Défenseur      |
| 112 | 6e   | Scott Cashman         | Canada           | Gardien de but |
| 154 | 8e   | Jonathan Pratt        | États-Unis       | Ailier gauche  |
| 175 | 9e   | Kenneth Blum          | États-Unis       | Centre         |
| 196 | 10e  | Arturs Irbe           | Union soviétique | Gardien de but |
| 217 | 11e  | Tom Pederson          | États-Unis       | Défenseur      |
| 238 | 12e  | Helmuts Balderis      | Union Soviétique | Ailier droit   |
| 12  | R.S  | Jamie Loewen          | Canada           | Gardien de but |

### 1990
| No  | Tour | Nom              | Nationalité     | Position       |
| --- | ---- | ---------------- | --------------- | -------------- |
| 8   | 1er  | Derian Hatcher   | États-Unis      | Défenseur      |
| 50  | 3e   | Laurie Billeck   | Canada          | Défenseur      |
| 70  | 4e   | Cal McGowan      | États-Unis      | Centre         |
| 71  | 4e   | Frank Kovacs     | Canada          | Ailier gauche  |
| 92  | 5e   | Enrico Ciccone   | Canada          | Défenseur      |
| 113 | 6e   | Roman Turek      | Tchécoslovaquie | Gardien de but |
| 134 | 7e   | Jeff Levy        | États-Unis      | Gardien de but |
| 155 | 8e   | Douglas Barrault | Canada          | Ailier droit   |
| 176 | 9e   | Joseph Biondi    | États-Unis      | Centre         |
| 197 | 10e  | Troy Binnie      | Canada          | Centre         |
| 218 | 11e  | Ole Dahlström    | Norvège         | Centre         |
| 239 | 12e  | John McKersie    | États-Unis      | Gardien de but |
| 12  | R.S  | Rod Houk         | Canada          | Gardien de but |

### 1991
| No  | Tour | Nom               | Nationalité | Position       |
| --- | ---- | ----------------- | ----------- | -------------- |
| 8   | 1er  | Richard Matvichuk | Canada      | Défenseur      |
| 74  | 4e   | Mike Torchia      | Canada      | Gardien de but |
| 97  | 5e   | Mike Kennedy      | Canada      | Centre         |
| 118 | 6e   | Mark Lawrence     | Canada      | Ailier droit   |
| 137 | 7e   | Geoff Finch       | Canada      | Gardien de but |
| 174 | 8e   | Michael Burkett   | Canada      | Ailier gauche  |
| 184 | 9e   | Derek Herlofsky   | États-Unis  | Gardien de but |
| 206 | 10e  | Tom Nemeth        | Canada      | Ailier gauche  |
| 228 | 11e  | Shayne Green      | Canada      | Ailier droit   |
| 250 | 12e  | Jukka Suomalainen | Finlande    | Défenseur      |
| 14  | R.S  | Dan O'Shea        | États-Unis  | Attaquant      |

### 1992
| No  | Tour | Nom             | Nationalité | Position       |
| --- | ---- | --------------- | ----------- | -------------- |
| 34  | 2e   | Jarkko Varvio   | Finlande    | Ailier droit   |
| 58  | 3e   | Jeff Bes        | Canada      | Centre         |
| 88  | 4e   | Jere Lehtinen   | Finlande    | Ailier droit   |
| 130 | 6e   | Michael Johnson | Canada      | Défenseur      |
| 154 | 7e   | Kyle Peterson   | Canada      | Centre         |
| 178 | 8e   | Juha Lind       | Finlande    | Ailier gauche  |
| 202 | 9e   | Lars Edström    | Suède       | Ailier gauche  |
| 226 | 10e  | Jeff Romfo      | États-Unis  | Centre         |
| 250 | 11e  | Jeffrey Moen    | États-Unis  | Gardien de but |